# Wright R-2160
El Wright R-2160 Tornado fue un motor radial experimental de 6 estrellas y 42 cilindros refrigerado por agua. Se propuso en 1940, construido para aviones experimentales, como el Republic XP-72.

## Especificaciones

### Características generales
- Tipo: Motor radial de 6 estrellas y 42 cilindros (7 cilindros por estrella)
- Diámetro: 107,9 mm
- Carrera: 92 mm
- Desplazamiento: 35,39 l
- Longitud: 2438 mm
- Diámetro: 901,6 mm
- Peso en vacío: 1088,6 kg

### Componentes
- Accionamiento del sistema de válvulas: Mediante varilla empujadora, 2 válvulas por cilindro
- Sobrealimentación: 2 Turboalimentadores
- Sistema de combustible: Inyección directa
- Tipo de combustible: 100/130 octanos
- Sistema de aceite: Cárter seco
- Sistema de refrigeración: Por agua

### Rendimiento
- Potencia de salida: 2350 CV
- Potencia específica: 65,9 hp/l
- Ratio peso-potencia: 2,13 hp/kg